# Co-operative Group
Co-operative Group Limited (Co-op) – brytyjska wielobranżowa spółdzielnia konsumencka, największe tego typu przedsiębiorstwo na świecie, liczące ponad 5 mln członków-właścicieli. W 2009 roku Co-operative stał się właścicielem sieci sklepów Somerfield.
Spółdzielnia zajmuje się prowadzeniem różnego rodzaju działalności gospodarczej. W jej skład wchodzi m.in. Co-op Food (sieć sklepów spożywczych), Co-op Funeralcare (usługi pogrzebowe), Co-op Insurance (ubezpieczenia) i Co-op Legal Services (usługi prawne).

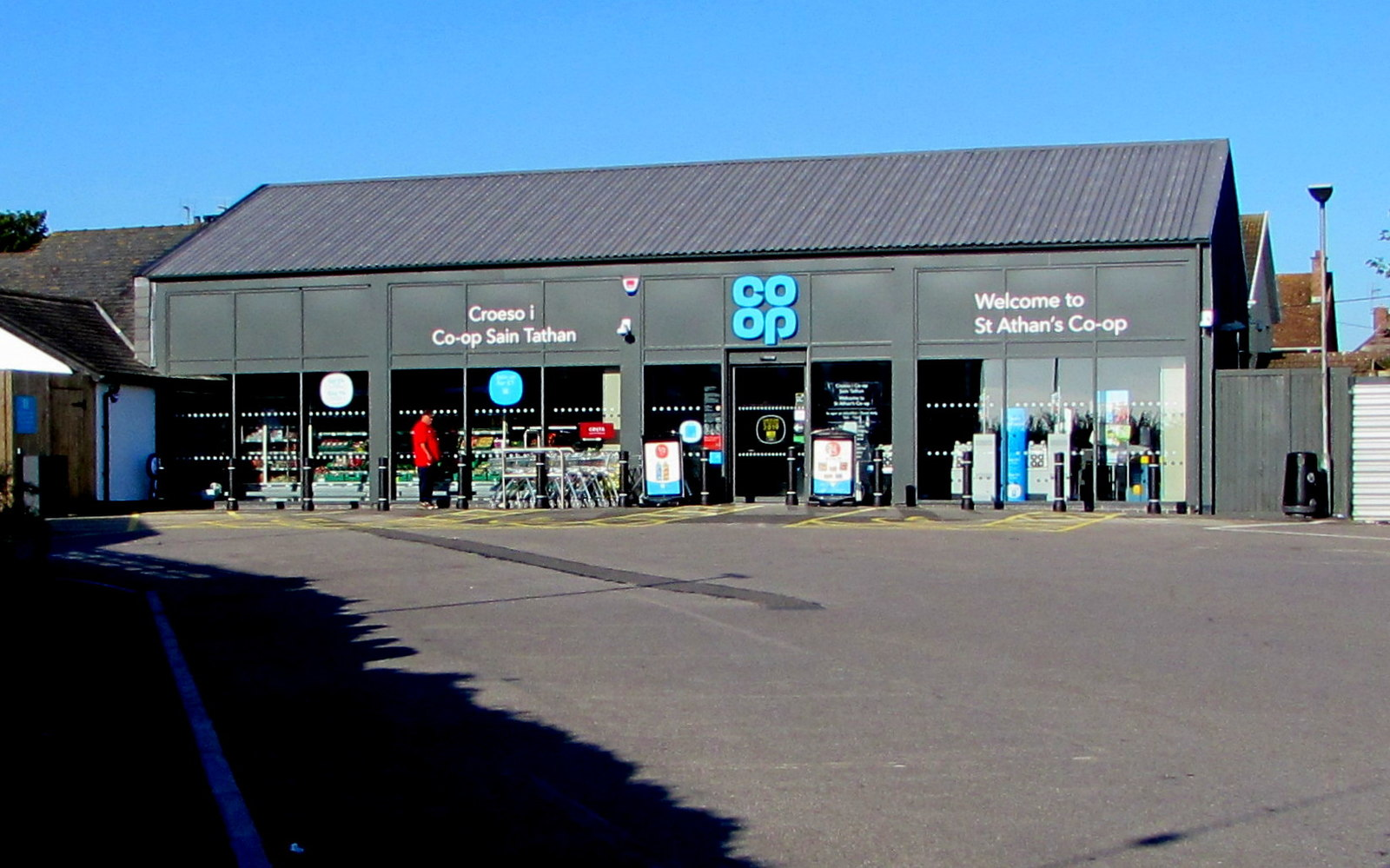
Sklep Co-op Food w St Athan